# Pattern-Seeking Animals
Pattern-Seeking Animals é um supergrupo de rock progressivo estadunidense formado em 2018 por Ted Leonard, Dave Meros, John Boegehold e Jimmy Keegan; todos membros e colaboradores atuais ou anteriores de outro grupo conterrâneo do mesmo gênero, o Spock's Beard.

## Nome
Sobre o nome da banda, Ted disse em uma entrevista:
É basicamente uma descrição do ser humano. O que nos separa dos animais é nossa tendência (ou necessidade) de dar sentido ao nosso entorno. É também uma  parte da música "Bulletproof" do último álbum do Spock que, quando foi escrita, John adicionou à sua longa lista de nomes de bandas/álbuns.

## História
A banda foi montada para tocar algumas músicas que John estava escrevendo em 2018, com Ted e Dave co-escrevendo parte do material. Em dado momento, concordaram em transformar o projeto em uma banda e agora pretendem lançar um álbum a cada ano e sair em turnê com músicos adicionais.
Após assinar com a InsideOut Music, a banda lançou seu primeiro álbum, autointitulado, em 5 de julho de 2019. O segundo álbum, Prehensile Tales, saiu menos de um ano depois, em 15 de maio de 2020, e recebeu uma crítica positiva da revista Prog.
Em dezembro de 2021, anunciaram que lançariam seu terceiro disco de estúdio, Only Passing Through, em 1 de abril de 2022.

## Membros
Fonte:
- Ted Leonard - vocal, guitarra (2018 – atualmente)
- Dave Meros - baixo (2018 – atualmente)
- John Boegehold - sintetizadores, programação, guitarra, bandolim (2018 – atualmente)
- Jimmy Keegan - bateria, vocal de apoio (2018 – atualmente)

## Discografia
- Pattern-Seeking Animals (2019)
- Prehensile Tales (2020)
- Only Passing Through (2022)

## 30em
1. 1 2 3  «About the band». Site oficial do Pattern-Seeking Animals
2. 1 2 3  «Entrevista: Ted Leonard». 80 Minutos
3. 1 2 3  «Spock's Beard spinoff Pattern-Seeking Animals announce debut album». Prog. Future plc
4. ↑  «Pattern-Seeking Animals announces debut album featuring members of Spock's Beard». The Prog Report
5. ↑  «Pattern-Seeking Animals announce new studio album Prehensile Tales». Louder Sound. Future plc
6. ↑  Blum, Jordan (maio de 2020). «Pattern-Seeking Animals - Prehensile Tales review Heartfelt odes and colourful playing from the Californian quartet». Prog. Future plc. Consultado em 8 de maio de 2021
7. ↑  Ewing, Jerry (14 de dezembro de 2020). «Pattern-Seeking Animals return with album number three». Prog. Future plc. Consultado em 4 de janeiro de 2022